# Баццони, Кьяра
Кьяра Баццони (итал. Chiara Bazzoni; род. 5 июля 1984, Ареццо, Италия) — итальянская легкоатлетка, специализирующаяся в беге на 400 метров. Бронзовый призёр чемпионата Европы 2016 года в эстафете 4×400 метров. Многократная чемпионка Италии. Участница летних Олимпийских игр 2012 года.

## Биография
В детстве занималась плаванием, но по совету своего двоюродного брата, который соревновался в барьерном беге, пришла в лёгкую атлетику. Первые шаги сделала по стопам кузена и стала специалистом в беге на 400 метров с барьерами, но со временем переключилась на гладкий бег на 1 круг.
Первый вызов в сборную Италии получила в 2008 году, когда на Кубке Европы во французском Анси выступила в эстафете 4×400 метров. С тех пор более 20 раз представляла свою страну на крупнейших международных соревнованиях.
Останавливалась в шаге от медали в эстафете на чемпионате Европы 2010 года и континентальном первенстве в помещении в 2011 году: оба раза команда финишировала четвёртой.
Участвовала в Олимпийских играх в Лондоне, заняв седьмое место в предварительном забеге эстафеты и не пробившись в финал.
Один из самых успешных сезонов в карьере провела в 2013 году. На Средиземноморских играх Кьяра с личным рекордом 52,06 выиграла золото в беге на 400 метров, а затем стала первой и в эстафете. Смогла пройти в личный полуфинал чемпионата мира, где показала 18-е время среди всех участниц.
В предварительном забеге эстафеты на чемпионате мира в помещении 2014 года внесла свой вклад в установление национального рекорда (3.31,99), которого однако не хватило для выхода в финал.
Была в числе 16 лучших бегуний Европы на континентальном первенстве 2014 года, а в эстафете заняла седьмое место.
В 2016 году помогла сборной Италии выиграть бронзовые медали на чемпионате Европы. В эстафете 4×400 метров девушки проиграли только сборным Великобритании и Франции.
Была в составе команды на Олимпийских играх в Рио-де-Жанейро, но провела их в качестве запасной и так и не вышла на старт.

## Основные результаты
| Год  | Турнир                          | Место проведения          | Дисциплина       | Место       | Результат |
| ---- | ------------------------------- | ------------------------- | ---------------- | ----------- | --------- |
| 2001 | Европейский юношеский фестиваль | Мурсия, Испания           | 200 м            | 12-е (заб.) | 25,54     |
| 2008 | Кубок Европы                    | Анси, Франция             | эстафета 4×400 м | 8-е         | 3.34,15   |
| 2010 | Командный чемпионат Европы      | Берген, Норвегия          | эстафета 4×400 м | 7-е         | 3.31,16   |
| 2010 | Чемпионат Европы                | Барселона, Испания        | эстафета 4×400 м | 4-е         | 3.25,71   |
| 2011 | Чемпионат Европы в помещении    | Париж, Франция            | эстафета 4×400 м | 4-е         | 3.33,70   |
| 2011 | Командный чемпионат Европы      | Стокгольм, Швеция         | эстафета 4×400 м | 6-е         | 3.30,11   |
| 2011 | Чемпионат мира                  | Тэгу, Южная Корея         | эстафета 4×400 м | 8-е (заб.)  | 3.26,48   |
| 2012 | Чемпионат Европы                | Хельсинки, Финляндия      | 400 м            | 21-е (заб.) | 53,92     |
| 2012 | Чемпионат Европы                | Хельсинки, Финляндия      | эстафета 4×400 м | 10-е (заб.) | 3.31,64   |
| 2012 | Олимпийские игры                | Лондон, Великобритания    | эстафета 4×400 м | 11-е (заб.) | 3.29,01   |
| 2013 | Чемпионат Европы в помещении    | Гётеборг, Швеция          | 400 м            | 18-е (заб.) | 54,55     |
| 2013 | Командный чемпионат Европы      | Гейтсхед, Великобритания  | эстафета 4×400 м | 8-е         | 3.35,26   |
| 2013 | Чемпионат мира                  | Москва, Россия            | 400 м            | 18-е (1/2)  | 52,11     |
| 2013 | Чемпионат мира                  | Москва, Россия            | эстафета 4×400 м | —           | DQ        |
| 2014 | Чемпионат мира в помещении      | Сопот, Польша             | эстафета 4×400 м | 7-е (заб.)  | 3.31,99   |
| 2014 | Чемпионат мира по эстафетам     | Нассау, Багамские Острова | эстафета 4×400 м | 6-е         | 3.27,44   |
| 2014 | Командный чемпионат Европы      | Брауншвейг, Германия      | эстафета 4×400 м | 6-е         | 3.30,17   |
| 2014 | Чемпионат Европы                | Цюрих, Швейцария          | 400 м            | 15-е (1/2)  | 53,50     |
| 2014 | Чемпионат Европы                | Цюрих, Швейцария          | эстафета 4×400 м | 7-е         | 3.28,30   |
| 2015 | Чемпионат Европы в помещении    | Прага, Чехия              | 400 м            | 19-е (заб.) | 53,85     |
| 2015 | Чемпионат мира по эстафетам     | Нассау, Багамские Острова | эстафета 4×400 м | — (заб.)    | DQ        |
| 2015 | Командный чемпионат Европы      | Чебоксары, Россия         | эстафета 4×400 м | 4-е         | 3.29,79   |
| 2015 | Чемпионат мира                  | Пекин, Китай              | эстафета 4×400 м | 9-е (заб.)  | 3.27,07   |
| 2016 | Чемпионат Европы                | Амстердам, Нидерланды     | эстафета 4×400 м | 3-е         | 3.27,49   |